# 静岡県立掛川西高等学校
静岡県立掛川西高等学校（しずおかけんりつ かけがわにしこうとうがっこう）は、静岡県掛川市城西一丁目に所在する県立高等学校。

## 概要
1877年（明治10年）7月に岡田良一郎が倉真村（現在の掛川市倉真）に私塾「冀北（きほく）学舎」（後述）を設立したことを起源とされる。
1901年（明治34年）6月1日に静岡県立掛川中学校として開校した。なお、創立記念日は、掛中開校日の1901年（明治34年）6月1日である。
校風は質実剛健、文武両道を旨とし、創立から100年以上の歴史を有する伝統校であり、静岡県内では屈指の高校野球の名門校である。通称は「西高（にしこう）」、「掛西（かけにし）」。正式な校訓は存在せず、「鍛えよう若き日を」が長年、当校のスローガンとして採用されている。
校地 37,138.71m2　校舎延面積 8087.57m2 である。
普通科、理数科ともに1時限50分授業である。普通科は月,水,木曜日は7時間目まで、火,金曜日は6時間目までだが、理数科は毎週火曜に7時間目の授業がある。英語は毎週、原則水曜日にweekly test(WT), 数学は約2週間に1回確認テスト(KT)が実施されている(2025年度)。国数英では週末課題が有る。理数科は普通科に比べ3単位多い。数学の授業進度は普通科と比べて速く（普通科は理系クラスでも3年生で教科書の内容を1通り終えるのに対し、理数科は2年生で終える）、物理・化学・生物の3科目が全て必修となっている（普通科は1年次に化学基礎・物理基礎を、2年次で化学・物理(又は生物)を行う）。また、1年次に『理数探求基礎』を2年次に『理数探求』を行っている。
掛川市の中心市街地にあり、校地に隣接して東に掛川城、北に静岡県道415号日坂沢田線（旧国道1号）、南に逆川がある。この中でも特に掛川城の麓に存在することは校歌1番に「岩根こごしき天守台　その麓にぞわが校は…」と歌われており、この学校の大きな特徴のひとつであるが、中心市街地に3.7haの土地を占めていることから、移転論が出る事もある。

## 沿革
- 1877年（明治10年） - 7月岡田良一郎が倉真村（現在の掛川市倉真）に私塾「冀北学舎」を設立。
- 1880年（明治13年） - 静岡県立掛川中学校として設立。岡田良一郎が校長を兼任。
- 1882年（明治15年） - 佐野郡城東郡立掛川中学校となる。
- 1886年（明治19年） - 中学校再編により浜松中学校と統合。掛川中学校廃止。
- 1900年（明治33年） - 5月25日文部大臣より静岡県立掛川中学校設立の件が認可され、敷地を小笠郡掛川町城内「おはなばたけ」の地に定められる。6月校舎新築工事開始。
- 1901年（明治34年） - 3月1日茨城県高等女学校教諭柳生寧成が同校初代校長に任ぜられ、仮事務所を小笠郡役所内に置く。3月28日選抜試験の上、第2学年に30名（外に転学生14名）、第1学年は99名（外に転学生1名）合計144名入学を許可する。4月6日新築校舎一部落成につき仮事務所を同校内に移す。4月15日入学式挙行、引き続き授業を開始する。6月1日静岡県立掛川中学校として設立。爾来開校式の行われた1901年6月1日を創立記念日とする。10月初めて修学旅行（久納、清水方面）を行う。以後毎年1回実施。寄宿舎新築工事に着手。天皇・皇后の御真影、並びに教育勅語を奉載する。
- 1902年（明治35年） - 3月26日第1回修了証書授与式を挙行。4月13日寄宿舎落成につき、生徒の入舎を許可。
- 1903年（明治36年） - 1月29日本県告示22号を以て生徒定員400名と定められる。
- 1904年（明治37年） - 2月1日第2寄宿舎増築成り、開舎。9月普通教室1室、並びに図画室の増築成る。11月3日天長節拝賀式後、奉祝陸上運動会を挙行、爾後恒例とする。
- 1905年（明治38年） - 1月11日旅順陥落祝賀旗行列を行う。3月25日第1回卒業証書授与式を挙行し、卒業生29名を出す。4月12日山口県立豊浦中学校小松倍一同校校長に任ぜられる。6月4日初めて静岡中学校と野球試合を行う。
- 1906年（明治39年） - 1月13日郷土出身の岡田良平文部大臣来校、生徒に講話する。1月25日掛川に大雪あり、生徒一同陣馬峠にて雪合戦を行う。7月15日校友会誌創刊号を出す。
- 1907年（明治40年） - 9月宿直室、銃器室新築成る。
- 1910年（明治43年） - 3月6日理科室新築成る。
- 1911年（明治44年） - 4月7日三重県立第一中学校教諭堀重里、同校校長に任ぜられる。4月8日郷土出身、一木喜徳郎（後の宮内大臣、法学博士）の講演あり。6月1日創立満10年記念式典を挙行。
- 1912年（明治45年） - 5月22日県立浜松中学校教諭新田徳同校校長に任ぜられる。
- 1913年（大正 2年） - 10月23日初めて生徒の学芸会、展覧会を開催し、爾後毎年行うこととなる。
- 1915年（大正 4年） - 7月本県告示第207号を以て生徒定員を450名と定められる。8月校長室の新築成る。10月28日天皇の御真影を奉載する。11月3日校旗制定(図案は丹羽教諭考案)。
- 1916年（大正 5年） - 12月14日シベリア単騎横断者、陸軍大将福島安正の講演あり。
- 1917年（大正 6年） - 1月28日皇后の御真影を奉載。12月22日皇太子の御真影を奉載する。
- 1919年（大正 8年） - 理科実験室を拡張。
- 1920年（大正 9年） - 11月2日創立20周年記念式を挙行。
- 1923年（大正12年） - 3月運動場拡張工事(971坪)竣工する。寄宿舎一棟を掛川町へ払下げる。4月学級数を増加して15学級編成とし、生徒定員750名と定められる。9月普通教室2室を増築。
- 1924年（大正13年） - 御真影奉安殿を建立。4月講堂増築成る。10月12日保護者会設立。
- 1925年（大正14年） - 普通教室2室を増築。寄宿舎食堂を改築し、剣道場とする。徴章制定。
- 1926年（大正15年、昭和元年） - プールを新設（長さ50m、幅12.5m）。
- 1927年（昭和 2年） - 3月寄宿舎廃止。図画室並びに普通教室1室を増築。
- 1928年（昭和 3年） - 御大典事業として図書室を建設。10月9日天皇・皇后の御真影を奉戴する。
- 1930年（昭和 5年） - 5月31日天皇、本県下の巡幸に際し、浜松市に於いて上級生徒を親閲。6月21日創立30周年記念式を挙行。翌22日記念陸上大運動会及び提灯行列を行う。
- 1932年（昭和 7年） - 2月運動場を拡張。（1300坪）3月東久邇宮稔彦王が来臨。
- 1933年（昭和 8年） - 12月校舎改築の議起こる。
- 1934年（昭和 9年） - 4月1日第4学年以上、第1種、第2種の制度実施。8月16日木工室、金工室、工作準備室の一棟新築落成。12月校舎新築の議起こる。白ゲートルを廃し、巻キャハンに改められる。
- 1936年（昭和11年） - 卒業生鵜藤俊平（立教大学）がベルリンオリンピック大会に派遣され、水泳400m決勝にて2着となり、銀メダルを獲得。
- 1938年（昭和13年） - 5月10日校舎改築起工式を挙行。7月運動場西側の蓮地及び水田374坪を校友会にて購入し、校地として県へ寄付する。8月同校野球部が初めて甲子園に出場（第24回全国中等学校優勝野球大会）。
- 1939年（昭和14年） - 2月12日新校舎落成式を挙行。5月22日配属将校制度発足15周年につき、記念行事の1つとして親閲を受ける。
- 1940年（昭和15年） - 4月26日皇紀2600年記念として学校林を設け、植樹を行う（原泉）。
- 1941年（昭和16年） - 4月学帽廃し、戦闘帽採用される。
- 1942年（昭和17年） - 4月学級数を増加して20学級編成とし、生徒定員1000名と定められる。6月20日グライダー命名式（掛中号）挙行。
- 1944年（昭和19年） - 戦争熾烈のため同校北校舎は徴用されて中島飛行機製作所の軍需工場となる。
- 1947年（昭和22年） - 4月掛川町外、組合掛川西中学校（新制）六・三制により設立され、同校校舎の一部を貸与。
- 1948年（昭和23年） - 学制改革により静岡県立掛川第一高等学校となる。生徒定員750名に定められる。
- 1949年（昭和24年） - 3月22日新制高等学校第1回卒業生96名に対し卒業証書授与式が行われる。同時に旧制掛川中学校最後の卒業式（卒業生24名）も行われる。3月組合立新制掛川西中学校新校舎落成につき、同校生徒は同校より引き上げる。4月1日静岡県立掛川西高等学校と改称。普通科のみ置き、男女共学となる。学区制実施（同校学区は小笠郡城東村以北）。
- 1950年（昭和25年） - 5月1週5日制を実施。10月6日創立50周年記念式を挙行。
- 1951年（昭和26年） - 3月運動場西側の水田その他500坪を埋め立て、運動場とする。11月10日図書館（86坪）竣工式を挙行。
- 1952年（昭和27年） - 4月1日学区制改正により小笠郡全域を郡下高等学校普通科共通の学区とする。1週5日制を改め6日制に復原する。9月8日放送室を新設。
- 1953年（昭和28年） - 卒業生戸塚九一郎の大臣就任、河井弥八の参議院議長就任祝賀式を開催。
- 1954年（昭和29年） - 4月校地東側が県道改修のため434坪に減らされる。6月22日校長住宅用地として城西の他に137坪買収する。7月5日運動場北側の水田1746坪を運動場拡張のために買収。10月20日校長住宅新築成る。
- 1955年（昭和30年） - 4月1日町村合併により学区は1市、15ヵ町村となる。新校旗（中の字の代わりに高の字を入れたもの）が同年度卒業生から贈られる。
- 1956年（昭和31年） - 9月15日運動場拡張工事並びに野球場スタンド竣工式を挙行。
- 1957年（昭和32年） - 3月29日体育館地鎮祭を挙行。7月25日野球部県大会に於いて優勝する。（掛川中学校以来19年ぶり2回目の甲子園、掛川西高校改称後は初。）8月12日体育館定礎式を挙行。10月、本校は第12回国民体育大会のレスリング並びにソフトボールの競技会場となり、同月27日には天皇・皇后が行幸啓[3]。さらに同月には三笠宮妃が本校を訪れ、記念樹（イチョウ）を植樹する。11月21日体育館新築落成式を挙行。
- 1959年（昭和34年） - 3月卒業生法学博士伊達秋雄、砂川事件を裁判する。7月31日物理室南側の中庭に温室を新築。9月10日用務員室新築。11月7日柔剣道場南側の中庭に卓球場新築。
- 1960年（昭和35年） - 6月1日プール改修工事完成し、卒業生、元オリンピック水泳選手、鵜藤俊平を招きプール開きを行う。8月23日講堂前、円型庭園植込完成する。10月7日創立60周年記念式典を挙行、以後8、9日と文化祭、同窓会を開催。
- 1961年（昭和36年） - 3月第33回選抜高等学校野球大会甲子園出場。（春夏通じて通算2回目、選抜は初。）結果は初戦敗退。（投稿1－2米子東）10月国民体育大会、バドミントン2位に入賞。10月北校舎改築竣工式。
- 1962年（昭和37年） - 10月13日新校舎落成。
- 1963年（昭和38年） - 4月新入生430名を迎え、生徒急増期に入り生徒数1,000名を超える。6月1日開校記念日、窪川鶴次郎講演。女子バドミントン界の第一人者高木紀子（14回卒）模範試合。表彰。9月旺文社、高梨英男講演。9月13日小原国芳玉川大学学長講演。11月20日、東京大学教授・糸川英夫講演。12月17日、慶應義塾大学教授、林講演。
- 1964年（昭和39年） - 1月8日東邦大学学長・額田晋講演。4月ランゲージ・ラボラトリー（語学演習室）落成。7月29日高校野球県大会優勝（春夏通じて通算3回目、夏は2回目）。8月9日第46回全国高等学校野球選手権大会（甲子園大会）開会式。大会冒頭、中九州代表、八代東と対戦、延長18回0-0の引き分け再試合となる。8月10日八代東と再試合、当校が6-3で勝利（掛川西対八代東延長18回引き分け再試合を参照。）。8月15日第2回戦、平安高に5-3で敗退。9月20日東海4県バドミントン大会が当校体育館（現第2体育館）で開催、当校優勝。10月3日〜10月24日岡田嘉須雄校長、海外教育事情視察でヨーロッパに派遣。10月東京オリンピック聖火リレーに参加。
- 1965年（昭和40年） - 11月20日、岡田校長、学校教育功労者として文部省から表彰される。
- 1966年（昭和41年） - 1月霧ヶ峰でスキー教室開催、以降毎年行われる。6月1日開校記念日、榛葉英治、高木紀子講演。8月高原教室準備のため、実地調査をする。
- 1967年（昭和42年） - 6月3日〜6月5日、学校祭が春になり、爾来続く。8月4日〜8月8日高原教室（志賀高原）が以後続く。8月5日〜8月11日1年生2班に分かれ、臨界教室。
- 1968年（昭和43年） - 講堂取り壊し、新体育館竣工式。
- 1969年（昭和44年） - 1月22日新体育館落成。8月31日反戦派学生、諸団体による大規模な集会。「反安保」、「佐藤訪米中止」、「掛西斗争勝利」などをスローガンに掲げ、デモが掛川市内で行われ、校内外緊張する。（掛西紛争）
- 1970年（昭和45年） - 3月3日北校舎増築分落成。4月1日定員1,035名となる。5月1日宿日直廃止。5月29日〜5月31日学校祭。創立70周年記念式典開かれる。7月25日校舎（管理棟）改築地鎮祭（第1期工事）。
- 1971年（昭和46年） - 3月20日本館第1期工事完工。
- 1972年（昭和47年） - 3月8日本館第2期工事完工。4月24日〜4月28日1年HR合宿（竜山村研修センター、浜北市県立青年の家）。7月卒業生の足立篤郎が農林大臣となる。7月30日〜8月3日高原教室（白馬山麓）。11月18日講演会（京都大学教授・高坂正堯）。12月25日〜12月28日スキー教室（車山）。
- 1973年（昭和48年） - 2月16日本館第3期工事完工。3月25日築庭改造、前庭舗装、校舎北側自転車置き場、水泳更衣室完成。4月5日必修クラブ設置。校友部と2本立て。5月25日文化部室完成。7月20日焼却炉完成。9月1日1年生水泳大会。10月9日体育大会。11月10日校舎落成、創立73周年記念式典を挙行。11月16日東京大学教授力武常次講演。12月8日マラソン大会。
- 1974年（昭和49年） - 8月9日〜8月18日第1回合宿学習実施、以後毎年行われる。
- 1975年（昭和50年） - 3月28日第47回選抜高等学校野球大会（甲子園）に出場（春夏通じて通算4回目、選抜は2回目）。3月30日第1回戦、当校対能登川高　4-3で勝利。4月2日第3回戦、当校対天理高　9-5で勝利。4月4日第4回戦、当校対堀越高　1-5で敗北。（ベスト8）4月1日生徒定員1,035名（1年生は8クラス）となる。7月15日野球ピッチング場、部室増築完成。10月15日奥野健男講演。
- 1976年（昭和51年） - 2月16日グラウンド照明施設ネット増設。4月1日生徒定員1,080名となる（全学年8クラス）。9月10日高原教室10周年を記念して交通公社静岡支店及び天狗湯旅館に感謝状贈呈。
- 1977年（昭和52年） - 7月31日第59回全国高等学校野球選手権大会静岡大会で優勝（春夏通じて通算5回目、夏は3回目）。8月8日甲子園大会　当校対取手二高　1-4で敗北。9月16日生活館柔剣道場地鎮祭。12月4日教職員サッカー県大会出場。
- 1978年（昭和53年） - 1月7日生活館を“冀北会館”と称す。2月15日校舎増築、落成。2月28日生活館、柔剣道場完成。3月5日グラウンド排水用井戸完成。4月17日～4月18日1年生1泊2日HR合宿（冀北会館）。以後、毎年実施。4月22日柔剣道場冀北会館校舎増築落成記念式典を挙行。静岡県副知事諏訪、静岡県教育長佐久間、他臨席。6月3日～6月4日葛城祭を行う。以後春に行う。6月25日バドミントン東海大会優勝。10月31日奈良大学教授田辺昭三（高4回卒）講演。
- 1979年（昭和54年） - 国大協共通1次テスト初めて行われ、212名が受験。8月31日渡り廊下防水工事完成。9月29日節水工事完成。11月10日地震対策として東側ブロック塀完成。12月6日校長公社改築地鎮祭。12月26日校長公社上棟式。
- 1980年（昭和55年） - 3月29日校長公社落成式。5月30日創立80周年記念式典を挙行。
- 1981年（昭和56年） - 9月29日北校舎耐震工事完成。
- 1982年（昭和57年） - 2月29日運動場整備工事完了。4月1日生徒定員1,035名となる（1学級45名、23学級）。
- 1984年（昭和59年） - 2月27日プール改修工事完了（3度目）。
- 1985年（昭和60年） - 4月1日生徒定員1,080名となる（1学級45名、24学級）。12月19日理数科の設置が決まる。
- 1986年（昭和61年） - 理数科設置。4月1日生徒定員1,075名となる（普通科1,035名23学級、理数科40名1学級）。10月23日本館耐震工事完了。
- 1987年（昭和62年） - 4月1日生徒定員1,115名となる（普通科1,035名、理数科80名）。
- 1988年（昭和63年） - 3月25日北校舎東側校舎増築3教室落成（鉄筋コンクリート建延113.3m2）。4月1日生徒定員1,155名となる（普通科1,035名、理数科120名）。
- 1989年（平成元年） - 4月1日生徒定員1,200名となる（普通科1,080名、理数科120名）。
- 1990年（平成 2年） - 6月1日創立90周年記念式典を挙行。
- 1991年（平成 3年） - 4月1日生徒定員1,245名となる（普通科1,125名、理数科120名）。
- 1992年（平成 4年） - 4月1日生徒定員1,290名となる（普通科1,170名、理数科120名）。
- 1993年（平成 5年） - 4月1日生徒定員1,317名となる（普通科1,197名、理数科120名）。8月3日第75回全国高等学校野球選手権大会（甲子園）出場（春夏通じて通算6回目、夏は4回目。）。
- 1994年（平成 6年） - 3月29日第66回選抜高等学校野球大会（甲子園）出場（春夏通じて通算7回目、選抜は3回目）。4月1日生徒定員1,290名となる（普通科1,170名、理数科120名）。
- 1995年（平成 7年） - 4月1日生徒定員1,254名となる（普通科1,134名 27学級、理数科120名 3学級）。6月30日野球部雨天練習場落成（鉄骨建て368.45m2）。
- 1996年（平成 8年） - 3月25日、弓道場改築落成（軽量鉄骨建延117.2m2）。4月1日生徒定員1187名となる（普通科1,067名、理数科120名）。
- 1997年（平成 9年） - 4月1日生徒定員1,169名となる（普通科1,049名、理数科120名）。
- 1998年（平成10年） - 4月1日生徒定員1,160名となる（普通科1,040名、理数科120名）。8月10日第80回全国高等学校野球選手権大会（甲子園）出場（春夏通じて通算8回目、夏は5回目。）。10月12日生徒昇降所棟、西校舎、用務員棟耐震工事が完成。
- 1999年（平成11年） - 4月1日生徒定員1,200名となる（普通科1,080名、理数科120名）。
- 2000年（平成12年） - 3月31日「百周年記念館」落成。10月21日創立100周年記念式典を挙行。
- 2002年（平成14年） - 4月1日生徒定員1,160名となる（普通科1,040名、理数科120名）。
- 2003年（平成15年） - 4月1日生徒定員1,120名となる（普通科1,000名、理数科120名）。
- 2004年（平成16年） - 4月1日生徒定員1,080名となる（普通科960名、理数科120名）。
- 2005年（平成17年） - 4月1日生徒定員1,040名となる（普通科920名、理数科120名）。
- 2006年（平成18年） - 4月1日生徒定員1,000名となる（普通科880名、理数科120名）。
- 2007年（平成19年） - 4月1日生徒定員960名となる（普通科840名、理数科120名）。
- 2009年（平成21年） - 3月27日第81回選抜高等学校野球大会（甲子園）出場（春夏通じて通算9回目、選抜は4回目。）。
- 2015年（平成27年） - 静岡県高校野球秋季大会において7年ぶりに優勝。
- 2017年（平成29年） - 修学旅行先が沖縄から台湾になる。11月20日北校舎の改修工事が終了。
- 2024年（令和6年） - 8月10日第106回全国高等学校野球選手権大会（甲子園）出場（春夏通じて通算10回目、夏は6回目。）。

## 設置学科
- 普通科
- 理数科

## 部活動

### 運動部
- 野球部（後述）
- 男子バレー部
- 女子バレー部
- サッカー部
- 男子テニス部
- 女子テニス部
- 剣道部 - 昭和54年　男子個人　インターハイ出場。平成4年　少年女子団体　国体　出場。
- 水泳部 - 平成3・7・9・10年　水球男子　インターハイ出場。平成6～11・14・15年　水球男子　国体出場（平成9年6位）。平成7年他　水球男子　JOCジュニアオリンピックカップ春季水泳競技出場。平成12・13・15・22・23年　水球女子 JOCジュニアオリンピックカップ夏季水泳競技出場。 競泳　インターハイ・国体　個人・リレー多数出場。
- 陸上競技部 - 平成22年　男子やり投げ4位　インターハイ出場。
- 卓球部
- 弓道部 - 男子団体 インターハイ出場1回（平成26年）。女子団体 インターハイ出場3回（平成21年ベスト8）。男子個人 インターハイ出場4回。女子個人 インターハイ出場1回。少年男子 国体出場2回。女子団体・男子個人　全国選抜出場　各1回。
- バドミントン部 - 昭和41年　世界女子バドミントン選手権　優勝。昭和41～58年　シングルス・ダブルス　全国大会多数出場。
- 男子バスケット部
- 女子バスケット部
- アウトドア部
- 應援團指導部 - 第81回選抜高校野球大会　優秀賞。
- ダンス部

現在存在しないもの
- 柔道部（令和3年度から募集停止）

### 文化部
- 音楽部 - 平成11年　全国高文連合唱部門参加　文化連盟賞受賞。
- 吹奏楽部 - 平成26・27・28・29年　日本管楽合奏コンテスト全国大会出場。 平成28年 全国高等学校総合文化祭ひろしま出場
- 自然科学部 - 平成26年　日本物理学会JRセッション奨励賞受賞。
- 美術部 - 平成19・20・24年　全国総合文化祭出品。
- 文芸部 - 平成25年　富士正晴全国同人雑誌賞出品。
- 演劇部
- ギター部 - 第2回地域交流「天下一部道会」ライブ出演·グランプリ受賞。平成29年度静岡県高等学校文化連盟軽音楽専門部第2回静岡県高等学校系音楽新人大会決勝出場。
- 囲碁・将棋部 - 平成21年　全国高校総合文化祭囲碁大会出場。（元々は囲碁部と将棋部がそれぞれ別の部として存在していた。）
- 食物研究部
- 英語部 - 平成10年　The Japan Times 英語レシテーションコンテスト全国大会出場。
- パソコン部 - 平成29・30年　掛川城プロジェクションマッピング実施。（元々は物理部のパソコン部門が存在していた。）
- 茶華道部 - 平成24年度より 掛川市指定有形文化財「竹の丸」（旧松本家住宅）[4]にて茶会を催す。

現在存在しないもの
- アマチュア無線部（アマ無線部）
- 園芸部
- 化学部
- 競技カルタサークル
- 郷土研究部
- クイズ研究部
- 山岳部
- 視聴覚部
- 社会文化研究会
- 写真部
- 書道部
- 生物部
- ソフトテニスクラブ
- 天文部
- ビリヤードサークル
- 物理部
- フランス語部
- 放送部
- ボランティア部

## 野球部と応援団（應援團指導部）
野球部は開学と同時1901年（明治34年）創部で100年以上の歴史を有する。
全国高等学校野球選手権大会（夏の甲子園）出場6回、選抜高等学校野球大会（春の甲子園）出場4回（2024年夏現在）。
野球の名門校であり、その応援にも力を入れている。
全校生徒が一丸となって応援団を結成するという考えから、例年、應援團指導部（通称エンダン）による熱血的な応援指導が行われている。創部は定かではないが、2015年（平成27年）現在で應援團長が67代目ということから少なくとも戦後直後からの應援團の存在が窺える。特に一学期においては新入生に対する応援指導は厳しいが、この応援指導により結束感を高める狙いがある。
応援の際には校名を「掛高」と称するが、同校の歴史上、「掛川高校」という名称を称したことは一度もない。対戦相手が「掛工」（静岡県立掛川工業高等学校）の場合は、例外的に「西高」と称している。
守備の際、本校のピッチャーがボールを投げた後「ストライク」（「アウト」）と叫ぶ応援パターンがあり、これが「ヤジ行為」との指摘を受けたため近年では公式試合において一部応援パターンの変更が見られる。

## 甲子園出場

### 全国高等学校野球選手権大会
- 1938年（昭和13年） 第24回大会
- 1964年（昭和39年） 第46回大会
- 1977年（昭和52年） 第59回大会
- 1993年（平成 5年） 第75回大会
- 1998年（平成10年） 第80回大会
- 2024年（令和6年） 第106回大会

### 選抜高等学校野球大会
- 1961年（昭和36年） 第33回大会
- 1975年（昭和50年） 第47回大会 ベスト8
- 1994年（平成 6年） 第66回大会
- 2009年（平成21年） 第81回大会

## 校歌
下記すべての曲は公式ホームページで聴くことができる。
- 静岡県立掛川西高等学校校歌
  - 制定年：不詳概ね1904年（明治37年）頃とされている。
  - 作詞：藤井金吾
  - 作曲：塙福寿

校歌は6番まであり、通常は短縮して1番、2番、6番を斉唱する。
通常の斉唱のテンポは  = 60 程度、ブラスバンド演奏のテンポは  = 90 程度である。
作詞は同校在校当時、国漢教諭であった藤井金吾教諭であるとされ、同窓七千が愛誦されている。作曲は音楽教諭の塙福寿とする説が有力である。
校歌には其々、1番に位置、2番に志操堅固、3番に元気旺盛、4番に志業高邁、5番に堅忍持久、6番に成功の意が含まれている。

一.岩根こごしき天守台　その麓にぞわが校は　基定めて逆川の　栄え行くこそ楽しけれ

二.雨降り嵐すさぶとも　指してや行かむ小笠山　希望の懸を射るまでは　めげず撓まず崩折れず

三.心は空のまどかなる　月ももたげむ淡ヶ岳　盤石流す力ぶり　海もくぐらむ大井川

四.鯨鯢くづれて潮涌く　遠つ淡海の灘しのぎ　越ゆればまたも富士のねの　高く笑まひて我を待つ

五.はやちし巻きて雲の峰　天がただなかくづすとも　流れは末を掛川の　水長へに波遠し

六.やがてまことの功なし　誉れは栄ゆる百錦　飾りて花の色そへよ　大和島根の山桜
- 第一応援歌
  - 制定年：不詳
  - 作詞：不詳
  - 作曲：不詳

野球の応援においては本校が敗北した際に斉唱する。ただし、次の高校の応援団との交代の支障になるため、最終試合で敗北した際にしか斉唱しない。

- 第二応援歌
  - 制定年：1963年（昭和38年）
  - 作詞：高橋昭夫
  - 作曲：水谷直子

野球の応援においては本校が得点した際に斉唱する。

群馬県立沼田高等学校と、校歌が歌詞、曲ともに酷似している。掛川西高で国漢教師をしていた岩崎莞爾教諭がその後沼田高で校歌の制定に携わったためと伝えられている。
- 掛川西高等学校校歌
- 沼田高等学校校歌

## 学校行事

### 年間日程
4月
- 入学式
- 対面式
- 学習方法習得講座（1年）
- 面接週間
- 応援練習（1年）

5月
- 応援練習（1年）
- PTA総会
- 中間テスト
- 環境一斉清掃
- 葛城祭

6月
- 進学講座（3年）
- 進路講演会（3年）
- 研究所訪問（理数科2年）
- 科学技術数学特別講座 1
- ミニ大学講座 1
- 薬学講座
- 防災訓練

7月
- 期末テスト
- 壮行会
- 夏季休業
- 夏期講座（1、2年）
- 夏期講座前期（3年）
- 野球応援
- サマーセミナー（2年）

8月
- 中学生一日体験入学
- 夏期講座後期（3年）
- 防災訓練

9月
- 教育実習
- 進学講座（3年）
- ミニ大学講座 2
- 保育体験実習（1年）
- 進路講演会（1・2年）
- 面接週間（1年）
- 体育祭（令和1年度から変更、元 葛城祭体育の部）

10月
- 進学講座（3年）
- 中間テスト
- 修学旅行（2年）
- HRデイ（1・3年）
- 面接週間（2・3年）

11月
- 進学講座（3年）
- 保護者授業公開
- 芸術鑑賞会
- 科学技術数学特別講座 2
- ミニ大学講座 3

12月
- 期末テスト
- 進学講座（3年）
- 進路検討会
- 冬季休業
- 冬期講座（3年）

1月
- 新春かるた会
- 共通テスト（3年）
- 科学技術数学特別講座 3

2月
- 理数科課題研究発表会
- 学年末テスト
- 同窓会入会式

3月
- 卒業式
- 高校入学者選抜試験
- 大学教官出張授業
- 冀北講演会
- 球技大会
- 春季休業
- 春季講座（1・2年）
- 離任式

### 学校祭
葛城祭（かつじょうさい）
- 文化の部（6月）
いわゆる文化祭。2日間行われる。3年の各クラスが2年の内から企画を立案し（2年次から3年次のクラス替えは無い）、体験型アトラクションや自主制作映画等を一般入場者（内部生徒も視聴可）に披露する「クラス展」と、文化部の作品を展示した「文化部展」、体育館では吹奏楽部や音楽部、ギター部、應援團指導部の発表もある。また、1日目の展示終了後、本校の生徒対象の「中夜祭」がある。以前は2日目の展示終了後に行われていたが、そのときも文化の部と体育の部の間で行われるという意味から「中夜祭」と呼ばれていた。

- 体育の部（9月）
いわゆる運動会。各学年1クラスを含む8つのグループで得点を争う。例年、優勝したグループには賞品が与えられる。

令和1年度から運営が変わったため、葛城祭体育の部から体育祭へと変更された。

### 冀北講演会
当校の前身である冀北学舎の名を冠した講演会。年に一回、社会で活躍するOB、OGを招いて開かれる。演目は講演者に委ねられているため、年によって異なる。

#### 過去の講演者
肩書きは講演時のもの。
- 平成19年度 - 鷲山恭彦（東京学芸大学学長）
- 平成20年度 - 村田繁（パシフィック野球連盟事務局長）
- 平成21年度 - 石川嘉延（前静岡県知事）
- （甲子園出場記念特別講演会） - 朝比奈豊（毎日新聞社社長）

## 冀北学舎
前述にもあるように当校の起源は「冀北学舎」に遡る。
既に郷党の子弟の教育に情熱を注いでいた岡田良一郎は、英・国・数の三科を揃えた私塾開設を思い立ち、1877年（明治10年）7月に遠江国佐野郡倉真村（現掛川市）の自宅を開放して、「冀北学舎」と命名した。この先駆的な私塾の開設は天下に知られ、遠く関東、九州からも教えを請うて集う者が多く、その数は200人に達したとされる。
岡田が私塾に「冀北」の名を冠した直接の典拠は、かの著名な中唐の文人、韓退之の書いた『送温処土赴河陽郡序』にあると考えられている。「冀北」とは中国の古の冀州の北部（現河北省）を意味し、古来良馬を多く産することで有名である。伯楽が冀北の野に駿馬を得た故事に倣い、岡田は自らを伯楽に比し、冀北学舎から俊秀の人物を輩出しようと深く心中に期しての命名であったと推察される。
塾生の中からは、文部大臣岡田良平、内務大臣・宮内大臣一木喜徳郎、東京帝国大学教授山崎覚次郎らを始め、後年の日本を背負う有数の人材が育っていった。
塾生の教育の傍ら、岡田は県立普通中学校設立にも奔走し、1880年（明治13年）4月の県会で可決された。掛川中学校沿革の記すところによれば「明治13年8月、静岡県立掛川中学校設置サレ、佐野城東郡長岡良一郎学校長ヲ兼務ス。」とあり、岡田は私塾「冀北学舎」の斎主と静岡県立掛川中学校の初代校長を兼ねたことになり、また私塾の果たす役割はこれを機に掛川中学校へ移っていくことになる。やがて、その使命を終えた「冀北学舎」は1884年（明治17年）に閉鎖された。

## 掛西紛争
1969年、全国の安保闘争のあおりを受け、西高でも学園紛争が勃発した。生徒から逮捕者4名を出した「掛西紛争」である。
発端は、アジア太平洋閣僚会議（略称 “ASPAC”, 伊東市川奈で開催）の開催を阻止すべく1969年6月8日に行われた「ASPAC闘争」と呼ばれるデモ。
学校側は、このデモに参加した3年生8人に対する無期限の謹慎処分を決定。これに反発した生徒会長をはじめとする十余名の生徒らが「掛西反戦会議」を名乗り処分撤回を求め抗議行動を展開した。そしてこの抗議行動に外部の政治団体が加わるなどし、紛争の規模が急速に拡大。8月31日には若者ら300名と機動隊300名が衝突する騒ぎとなった。ただしこの騒ぎに参加した生徒はごく一部であり、ほとんどの生徒はこの動きを冷視していたと伝えられている。
掛西紛争は、高校生の活動が発端となって起こった学園紛争の希な例であり、大学生を中心に行われていた安保闘争が高校生に飛び火し拡大するのではと、当時全国から注目された。

## 漫画のモデル
掛川市・菊川市出身の漫画家が当校を舞台に作品を描いている。ただし、いずれも架空の物語である。
- 所十三の漫画『名門!多古西応援団』に登場する「多古多西高等学校」と「多古西応援団」のモデル。
- 大島司の漫画『シュート!』シリーズ。
- 小山ゆうの漫画『チェンジ』に登場する「菊川西高等学校」のモデル。野球部のユニフォームと帽子にその特徴が見られる。

## 著名な出身者
冀北学舎及び旧制静岡県立掛川中学校の卒業生についてもここで記述する。

### 政治
- 足立篤郎（衆議院議員、農林大臣、科学技術庁長官）
- 石川嘉延（元静岡県知事、第二東名自動車道建設促進期成同盟会会長、元自治省官僚）
- 一木喜徳郎（文部大臣、内務大臣、宮内大臣、枢密院議長。岡田良一郎の次男）
- 久保田崇（掛川市長）
- 黒田淳之助（旧小笠町長）
- 榛葉賀津也（参議院議員、国民民主党）
- 榛村純一（旧掛川市長）
- 戸塚九一郎（建設大臣、労働大臣、北海道開発庁長官）
- 松井三郎（掛川市前市長）
- 柳澤伯夫（衆議院議員、自由民主党、元厚生労働大臣。静岡高校より編入）

### 経済
- 榛葉淳（ソフトバンク株式会社代表取締役副社長 兼 COO）

### 司法
- 伊達秋雄（裁判官、元東京地方裁判所判事。砂川事件で米軍駐留違憲判決（伊達判決））

### 軍事
- 松浦永次郎（大日本帝国海軍軍人。軽巡洋艦名取艦長、戦艦金剛艦長）

### 文化
- 朝比奈豊（元毎日新聞社代表取締役社長）
- 小澤祥司（環境ジャーナリスト）
- かまちよしろう（漫画家）
- 窪川鶴次郎（文芸評論家、石川啄木研究者）
- 倉知淳（推理作家）
- 左京潤（漫画家。『勇者になれなかった俺はしぶしぶ就職を決意しました。』など）
- 清水真砂子（翻訳家、児童文学評論家。『ゲド戦記』の翻訳担当）
- 榛葉英治（小説家。1958年『赤い雪』で直木賞を受賞）
- 榛葉昌寛（男声テノール歌手）
- 鈴木康一郎（中京テレビアナウンサー、元福島テレビアナウンサー）
- 高須沙知子（フリーアナウンサー、元NHK静岡放送局キャスター）
- 高須基仁（写真集編集者）
- 所十三（漫画家。『疾風伝説 特攻の拓』（作画）、『名門!多古西応援団』など）
- マサト真希（小説家、ライトノベル作家）
- 松下誠（ミュージシャン、ギタリスト、アレンジャー）
- 三戸岡道夫（作家、大日本報徳社副社長、旧協和銀行元副頭取）
- 望月正子（児童文学作家）
- 山川紘矢（翻訳家、作家）

### 学術
- 大石初太郎（日本語学者、国立国語研究所名誉所員、専修大学教授、文教大学教授）
- 小長井誠（工学博士、東京工業大学名誉教授、東京都市大学総合研究所特別教授、元応用物理学会会長）
- 栗田子郎（理学博士、千葉大学名誉教授）
- 榛葉繁紀（日本大学教授）
- 田辺昭三（考古学者）
- 橋本梧郎（生物学者）
- 松本亀次郎（北京大学教授）
- 村松岐夫（法学博士、学習院大学法学部教授、京都大学名誉教授）
- 山崎覚次郎（東京帝国大学法学部教授、経済学部教授後に経済学部長、退官後中央大学教授、日本銀行顧問、日本金融学会初代理事会長）
- 鷲山恭彦（東京学芸大学学長）

### スポーツ
- 赤堀大智（プロ野球選手、元横浜DeNAベイスターズ）
- 天野竹一（プロ野球選手）
- 天野博江（女子バドミントン選手）
- 荒川宗一（プロ野球選手）
- 鵜藤俊平（競泳選手、ベルリンオリンピック男子400m自由形銀メダリスト・1500m自由形銅メダリスト）
- 大石直弘（プロ野球選手）
- 岡村正広（マラソン選手、リオデジャネイロパラリンピック銅メダリスト）
- 岡本教平（プロ野球選手）
- 杉浦佳子（パラサイクリング選手、世界選手権・ITT 2017優勝、世界選手権・個人ロード2018優勝、東京パラリンピック金メダリスト）
- 鈴木寛樹（プロ野球選手（投手）、元横浜ベイスターズ）
- 中山紀子（旧姓：高木紀子（たかぎのりこ）、バドミントン1972年全英オープンシングルスチャンピオン、ミュンヘンオリンピック（公開競技）金メダリスト）
- 西加南子（旧姓：伊藤加奈子（いとうかなこ）、アジア大会出場、2009年全日本自転車競技選手権大会エリート女子優勝（日本チャンピオン）、自転車ロードレース）
- 村松幸雄（プロ野球選手、名古屋軍（後の中日ドラゴンズ）投手）
- 山崎諭（東京六大学野球・東大投手。東大唯一の2位の時のエース）
- 山本篤（陸上競技選手、北京パラリンピック男子走り幅跳び銀メダリスト）

## 同校にゆかりのある人物
- 岡田良一郎（冀北学舎設立者、実業家、政治家、衆議院議員）
- 岡田良平（岡田良一郎の長男、貴族院議員、京都帝国大学総長、文部大臣）

## 交通
- JR・天竜浜名湖鉄道 掛川駅より徒歩10分